# Антология Плануда
Антология Плануда  (лат. Anthologia Planudea; ср.-греч. Ἀνθολογία διαφόρων ἐπιγραμμάτων, досл. «Антология различных эпиграмм») — собрание (антология) 2400 эпиграмм на среднегреческом языке, византийского богослова и грамматика Максима Плануда.